# Julio Montebruno López

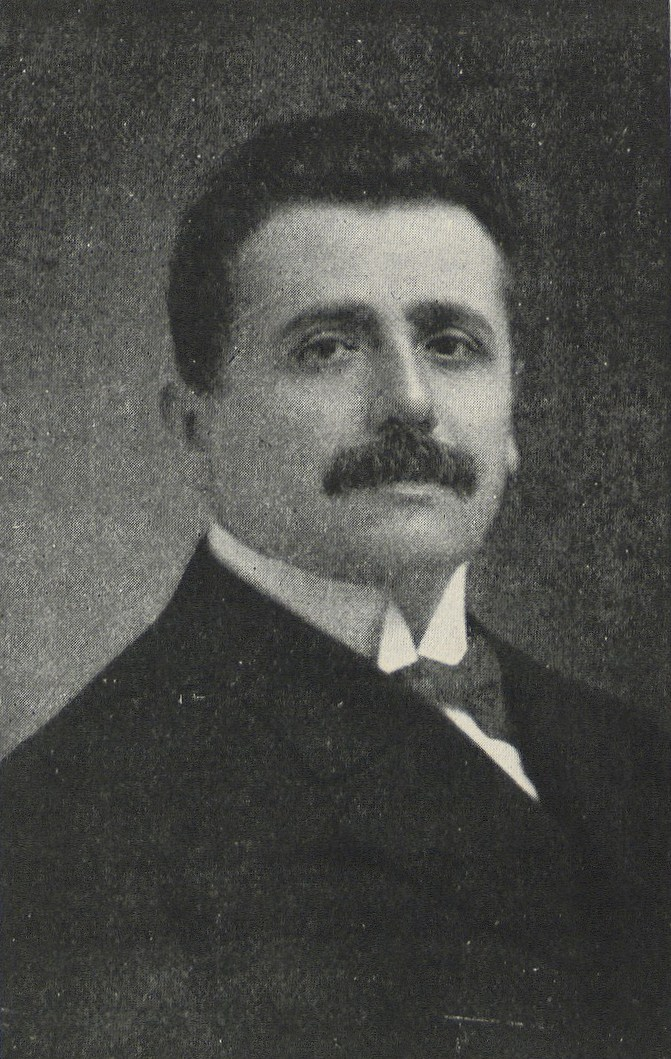
Julio Montebruno López

Julio Montebruno López (La Serena, 1871 - Santiago de Chile, 1947) fue un profesor, historiador y geógrafo. 
Hijo de Juan Montebruno Brusco y Carmen Lopéz.

## Educación
Se educó en el Liceo de La Serena y luego en la Universidad de Chile. Se diplomó de profesor en 1893 y se graduó en la Universidad de Berlín.

## Carrera docente
Comenzó su carrera como profesor de historia y geografía en el Instituto Nacional y en el Liceo de Aplicación. En 1895 trabajó en la Escuela Militar, en 1899 fue parte del cuerpo académico del Instituto Pedagógico de la Universidad de Chile. En 1914 fue rector del Liceo de Aplicación, en 1923 lo fue del Instituto Pedagógico. Un año después fue Decano de la facultad de Filosofía, Humanidades y Bellas Artes de la Universidad de Chile.

## Condecoraciones y membresías
Fue miembro de la Academia de la Arcadia y de la Real Academia de la Historia de Madrid, y fue nombrado caballero de la Orden del Águila Roja[cita requerida] en el Reino de Prusia.

## Obras
Julio Montebruno escribió las siguientes obras:
- Historia de Roma Antigua.(1899)
- Atlas escolar de Chile (1903)
- Geografía de Europa (5 ediciones)(1908-1910)
- Geografía de África, Asia y Oceanía (2 ediciones)(1904,1912)
- Geografía de América y de Chile (2 ediciones)(1908,1913)
- Historia de la antigüedad (1913)
- Atlas Universal (1927)
- Vespucio, el personaje más calumniado de la historia (1944)
- San Martín y sus planes monárquicos (1946)
- Mi niñez y adolescencia en La Serena, 1871-1888 (1948)

## Fallecimiento
Julio Montebruno Lopéz falleció el 22 de septiembre de 1947 a la edad de 76 años.